# Джордж Коп
Джордж Коп (10 жовтня 1902 — 15 липня 1951) — інженер та винахідник російського походження, який здобув освіту в Бельгії. Відомий переважно завдяки дружбі з Джорджем Орвеллом (Еріком Артуром Блером), яким він командував у Громадянській війні в Іспанії в боротьбі проти Націоналістичної партії, яка була підтримана Нацистською Німеччиною та фашистською Італією.
Обоє воювали в ополченні Робітничої партії марксистського об'єднання (ПОУМ), себто на боці республіки.
Орвелл згадує Джорджа Копа у своїй книзі Данина Каталонії та описує його як хороброго та людяного офіцера, який переймається за своїх солдатів.
Джордж Коп сидів у тюрмі з 1937—1938 через те, що був учасником ПОУМ, коли партію заборонили, а більшість членів ув'язнили, під тиском СРСР та підконтрольної йому Комуністичної партії Іспанії.